# Ajuno
Ajuno es una localidad del estado mexicano de Michoacán. Es parte del municipio de Pátzcuaro.

## Toponimia
El nombre «Ajuno» proviene de los términos en purépecha: axuni, venado; o, locativo. Su significado es «Lugar de venados».

## Demografía
| Gráfica de evolución demográfica |
|                                  |

| Censo | Población |
| ----- | --------- |
| 1900  | 565       |
| 1910  | 534       |
| 1921  | 600       |
| 1930  | 688       |
| 1940  | 540       |
| 1950  | 767       |
| 1960  | 1149      |
| 1970  | 1066      |
| 1980  | 1274      |
| 1990  | 1578      |
| 2000  | 1711      |
| 2010  | 1737      |
| 2020  | 1841      |